# Речное сельское поселение (Опаринский район)
Речное сельское поселение  — упразднённое муниципальное образование в составе Опаринского района Кировской области России.
Центр — посёлок Речной.

## История
Речное сельское поселение образовано 1 января 2006 года согласно Закону Кировской области от 07.12.2004 № 284-ЗО, в его состав вошли Речной и Паломицкий сельские округа.
К 2021 году упразднено в связи с преобразованием муниципального района в муниципальный округ.

## Население
| 2010  | 2012  | 2013  | 2014  | 2015  | 2016  | 2017  |
| ----- | ----- | ----- | ----- | ----- | ----- | ----- |
| 2277  | ↘2211 | ↘2174 | ↘2147 | ↘2064 | ↘1981 | ↘1942 |
| 2018  | 2019  | 2020  | 2021  |       |       |       |
| ↘1890 | ↘1851 | ↘1761 | ↘544  |       |       |       |

## Состав
В состав поселения входят 6 населённых пунктов (население, 2010):
- посёлок Речной — 940 чел.;
- деревня Верхний Починок — 2 чел.;
- деревня Верхняя Паломица — 4 чел.;
- деревня Нижний Починок — 9 чел.;
- деревня Нижняя Паломица — 106 чел.;
- посёлок Северный — 1216 чел.